# 크로거
더 크로거 컴퍼니(영어: The Kroger Company)는 미국의 종합 유통업체이다. 크로거 자체 이름의 점포는 중서부와 남부에 주로 분포되어 있으며, 그 외 지역에서는 인수 이전의 이름을 그대로 쓰는 것이 많다. 본사는 여전히 오히아오 주 신시내티에 있으며, 현재 월마트 다음가는 미국 제2의 유통업체이며, 식료품 소매 및 슈퍼마켓 분야에서는 미국 최대의 업체이다.

## 역사
1883년 오하이오주의 신시내티에서 독일 이민자의 아들인 버너드 헨리 크로거(Bernard Henry Kroger)가 식료품점을 연 것이 시초이다. 크로거는 1930년대에 슈퍼마켓에 처음으로 주차장을 두어 소비자들이 한꺼번에 더 많은 식료품을 구매할 수 있도록 유도했다. 이후 오하이오 주를 중심으로 각지에 슈퍼마켓 체인을 늘려갔다.
1980년대에 캔자스주의 슈퍼마켓 체인 딜런스(Dillons)를 인수하는 등 회사 규모를 키웠고, 식료품 위주의 점포에서 점포 규모를 크게 확대한 하이퍼마켓 형태의 점포도 늘렸다. 1997년 오리건주에 기반을 둔 대형 체인인 프레드 마이어(Fred Meyer)를 인수하고, 그 외에도 전국 각지의 여러 소매점포들을 인수하였다. 많은 소매업체를 인수하면서 2010년 기준으로 미국 전역에 3,609개의 점포가 있으며, 점포는 대형할인점(하이퍼마켓 포함)·기업형 슈퍼마켓·백화점·액세서리점 등 다양한 종류가 있다.

## 참고 문헌
- Phillips, Charles F. "A History of the Kroger Grocery & Baking Company." National Marketing Review (1936): 204–215. in JSTOR